# Županov spodmol
Županov spodmol je paleolitsko jamsko najdišče v bližini vasi Sajevče pri Postojni. Gre za nekdanjo jamsko postojanko, ki se je uporabljala v srednjem paleolitiku, mlajšem paleolitiku, železni dobi pa vse do rimske dobe.
Vhod v spodmol se odpira na zahodni terasi Sajevškega polja, arheološko najdišče pa je bilo odkrito 4. novembra 1951. Prva izkopavanja v Županovem spodmolu je vodil arheolog Franc Osole. Danes je jama prosto dostopna.